# Necatorina
La necatorina es un alcaloide aislado del hongo comestible Lactarius necator. Esta especie es comestible en algunos países p. ejem. Finlandia. Sin embargo, la necatoria es parcialmente desactivada por las condiciones de cocción.